# تفنگ

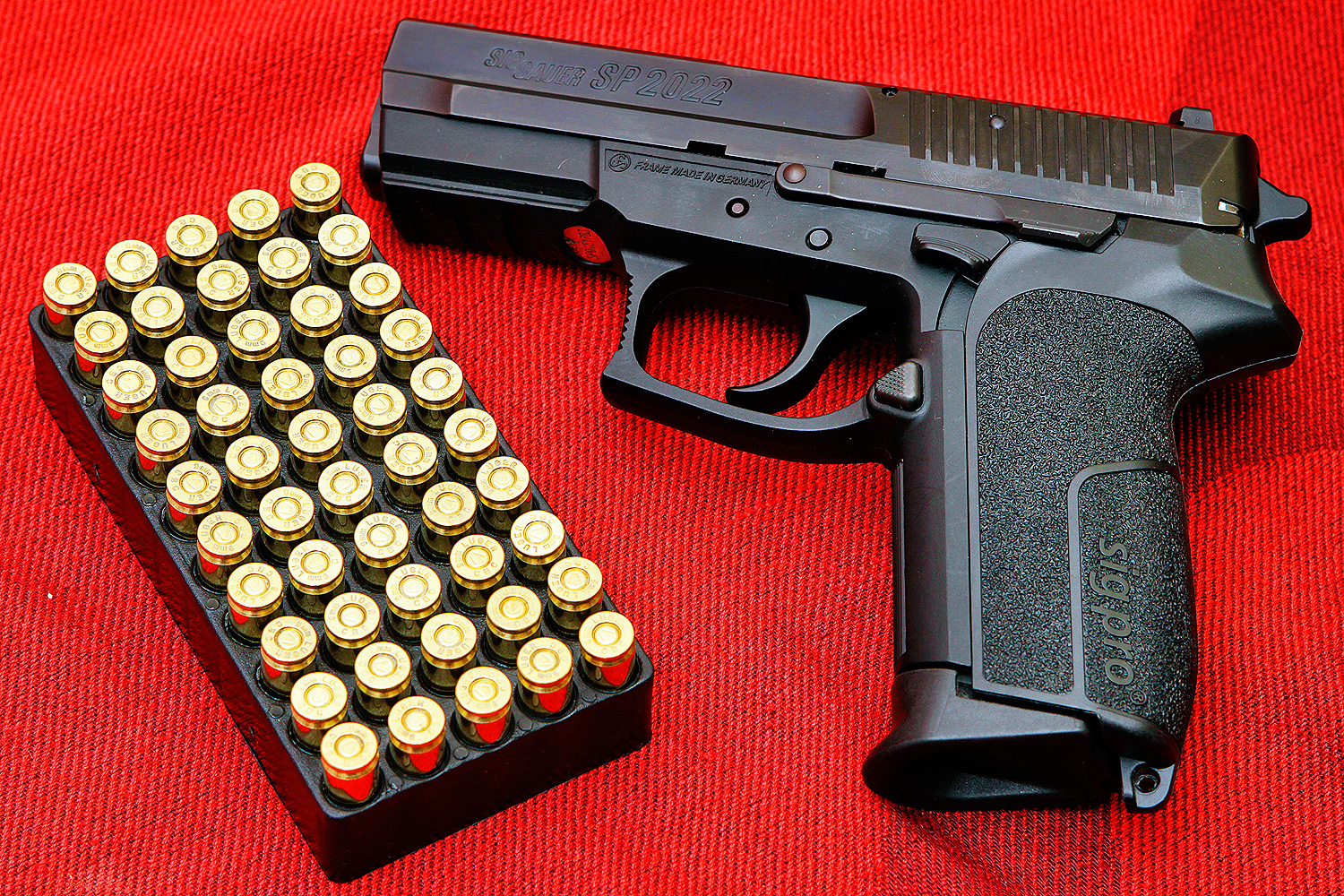
کلت نیمه‌خودکار SIG pro ساخت ایالات متحده

تُفَنگ گونه‌ای سلاح گرم دستی و انفرادی است. تفنگ معمولاً دارای قنداق است و کاربرد آن مستلزم استفاده از دو دست و شانه تیرانداز است.
برخی تفنگ‌ها گلوله را با انفجار مهمات به بیرون می‌رانند، در مقابل نوع دیگری به نام تفنگ بادی وجود دارد که با فشار هوا به صورت مکانیکی این کار را انجام می‌دهد.
تفنگ‌های دارای مهمات هم دو نوع اصلی تفنگ دارند: تفنگ ساچمه‌زنی و تفنگ گلوله‌زنی.
که تفنگ ساچمه زنی برای شکار استفاده میشود
در تفنگ ساچمه‌زنی تعدادی ساچمه فلزی در اثر فشار گاز باروت که در فشنگ ایجاد می‌شود از لوله تفنگ به بیرون پرتاب می‌شود. در تفنگ گلوله‌زنی فقط یک گلوله از لوله به بیرون می‌رود.
تفنگ گلوله‌زنی معمولاً دارای لوله خاندار است که به همین دلیل دقت تیراندازی و برد آن بسیار بیشتر از تفنگ ساچمه‌ای است.
در سال ۲۰۱۳ شرکت آمریکایی ترکینگ پوینت از نوعی تفنگ شکاری رونمایی کرد. میدان دید و هدف‌گیری این سلاح رایانه‌ای است و مجهز به نرم‌افزارهای هدف‌گیری و سیستم مسافت‌یاب لیزری است. تجهیزات رایانه‌ای این تفنگ به منظور نشانه‌گیری بسیار دقیق تعبیه شده‌است. کاربران مبتدی نیز به آسانی می‌توانند با این تفنگ شکاری به هدف مشخص شلیک کنند. این سلاح مجهز به سامانه وای-فای است و قادر استمختصات هدف‌گیری و تاریخ شلیک را ثبت کند. ساخت‌آوری (تکنولوژی )این سلاح امکان پی‌گیری جرائم را به مراجع قانونی و حقوقی داده و کار آن‌ها را برای کشف جرم و زمان رویداد تخلف آسان می‌کند.

## تاریخچه
نخستین تفنگ را عثمانی‌ها در آخرین سال‌های قرن ۱۴ میلادی (۱۳۹۴) به عنوان نمونه کوچک از توپ‌هایی که می‌ساختند برای استفاده فردی اختراع کردند که مثل توپ سرپر و دارای فتیله بود و نخستین یگانی که در دنیا از تفنگ استفاده کرد، یگانی از جان نثارهای عثمانی بود.
در نبرد موهاک در ۱۵۲۶ ارتش جان‌نثاری عثمانی با داشتن ۲۰۰۰ قبضه تفنگ سرپر (ترکی تفک) در برابر دشمن جنگید

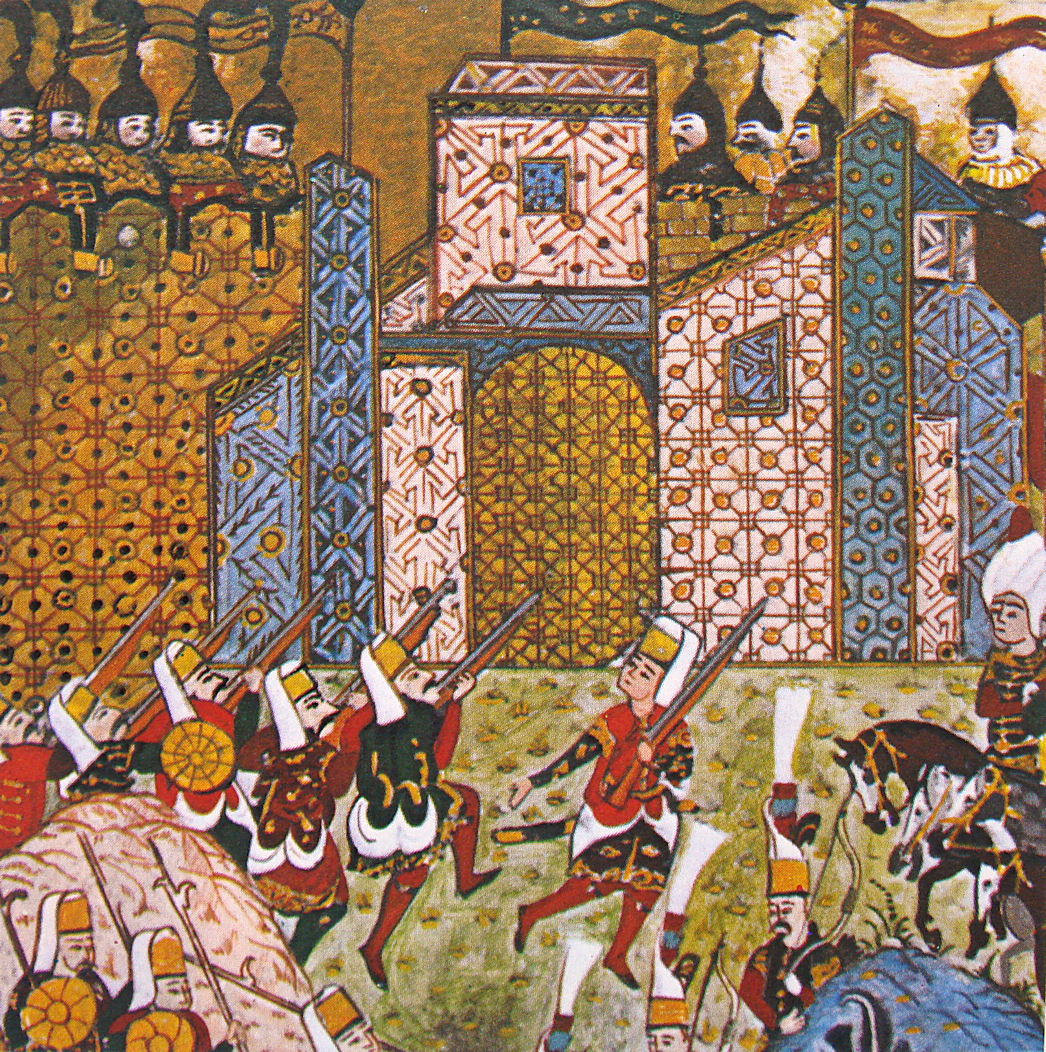
تسخیر جزیره رودس یونان توسط جان نثارهای تفنگدار عثمانی در ۱۵۲۲

در جریان تسخیر جزیره یونانی رودس در ۱۵۲۲ نیز ارتش جان‌نثاری عثمانی دارای تفنگ‌های ساخت خود بوده‌است.
تفنگ‌های اولیه مقادیر زیادی دود و دوده تولید می‌کردند، که می‌بایست مرتباً بعد از هر شلیک منفذهای تفنگ از دوده پاک می‌شدند، یا از طریق عمل سایش مکرر مته، یا تلاش آگاهانه برای ایجاد «شیارهای دوده» که امکان شلیک چندباره را فراهم می‌آورد. این امر نیز ممکن است منجر به افزایش دقت شود، اگرچه هیچ‌کس با اطمینان نمی‌داند.
انواع تفنگ
1. پیستول یا سلاح دستی نوعی سلاح گرم با تعداد تیر کم است که وزن کم و قدرت متوسط دارد و به سادگی جابه‌جا می‌شوند و با یک دست قابل استفاده هستند.
2. مسلسل‌های دستی (submachine gun) یا به اختصار smg سلاح‌های گرمی هستند که حالت شلیک خودکار پیاپی، چندتیر و تک‌تیر نیز دارند؛ یعنی به چند حالت شلیک می‌کنند. این سلاح‌ها عمومأ طول کم و از فشنگهایی با قدرت کم برخوردارند و برای شلیک به اهداف نزدیک و در مناطق بسته استفاده می‌شوند.
3. تفنگهای تهاجمی سلاحهای جنگی هستند که بعد از جنگ جهانی دوم ابداع شدند، عمومأ از فشنگ‌هایی با کالیبر بالا استفاده می‌کنند و در مناطق باز قابلیت مانور بهتری دارند و از برد و قدرت بالاتری نسبت به مسلسل‌های دستی برخورداند.
4. تفنگهای ساچمه زنی یا شاتگان تفنگی با قدرت بالا که از فشنگ‌هایی از جنس پلاستیک یا مقوایی که دارای ساچمه در قسمت سر آن هستند استفاده می‌کند و همزمان چندین ساچمه را به بیرون پرتاب می‌کند. تفنگ‌های ساچمه‌زنی عمومأ برای شکار جانوران یا پرندگان استفاده می‌شود و برد بالایی ندارد.
5. sniper یا به فارسی تفنگ تک‌تیرانداز به عربی قنّاصه، اسلحه‌ای است که برای اهداف با فواصل زیاد استفاده می‌شود و برد زیادی دارد، این سلاح‌ها عمومأ با دوربین قابل استفاده است.

## در ادبیات فارسی
تفنگ وقتی‌که بی‌فشنگ می‌شود شلیک می‌شود، این دیگر تنهایی من است برای تفنگ، تفنگ بی‌فشنگ شلیک می‌شود، به تفنگ بگویید خداحافظ، من بدون گلوله مُردم.— سهراب سپهری